# Kingston (Pennsylvania)
Kingston ist ein Borough im Luzerne County im US-Bundesstaat Pennsylvania. Laut Volkszählung im Jahr 2020 hatte sie eine Einwohnerzahl von 13.349 auf einer Fläche von 5,7 km². Sie ist Teil der Metropolregion Scranton-Wilkes-Barre und befindet sich im Wyoming Valley.

## Geschichte
In den frühen 1660er Jahren schuldete König Karl II. dem Admiral Sir William Penn eine große Geldsumme. Um diese Schuld zu begleichen, gewährte er Penns Sohn William ein Gebiet in Nordamerika, das später als Pennsylvania bekannt wurde. Allerdings beanspruchte auch Connecticut einen Teil dieses Landes.
Graf Nikolaus Ludwig von Zinzendorf war einer der ersten, der sich für das Wyoming Valley interessierte. Im Jahr 1742 kam er in die Region, um die amerikanischen Ureinwohner zum Christentum zu bekehren. Zu dieser Zeit war das Tal von mehreren Indianerstämmen (darunter die Susquehannock und die Delaware) bewohnt.
Seine Berichte veranlassten eine Gruppe von Siedlern aus Connecticut, die Connecticut Susquehanna Company zu gründen. Diese Gesellschaft kaufte das Land von den Ureinwohnern. Im Jahr 1768 trafen sie sich in Hartford, Connecticut, und beschlossen, das Gebiet zu vermessen und in fünf Townships aufzuteilen (jedes war fünf Quadratmeilen groß). Der Plan war, jedes Township zu verkaufen und unter 40 Siedlern aufzuteilen. Die ersten 40 Pioniere nahmen das Kingston Township in Besitz.
Die Gemeinde hat eine reiche Geschichte im amerikanischen Bildungswesen. Die erste öffentliche Schule in Pennsylvania soll in Kingston (in den 1770er Jahren) errichtet worden sein. Das Borough ist auch die Heimat der Upper School of Wyoming Seminary, einer angesehenen College-Vorbereitungsschule, die 1844 gegründet wurde. Im ersten Jahr waren dort 31 Schüler eingeschrieben (17 Jungen und 14 Mädchen). Heute beherbergt der historische Campus des Wyoming Seminarys etwa 450 Studenten.
Kingston erlebte nach dem Bau und Betrieb der Lackawanna and Bloomsburg Railroad einen Bevölkerungsboom. Die Stadt wurde am 23. November 1857 als Borough gegründet. Von 1866 bis 1948 war sie durch die Straßenbahn Wilkes-Barre erschlossen, die sowohl Verbindungen in das südlich von Kingston auf der gegenüberliegenden Seite des Susquehanna Rivers gelegene Wilkes-Barre als auch die flussauf- und -abwärts gelegenen Nachbarorte herstellte. 
Bis zu einem schweren Minenunglück im Jahre 1959 war der Kohlebergbau die Grundlage der lokalen Wirtschaft in Kingston. Mit dem Ende des Bergbaus begann der Ort ab 1960 langsam an Einwohnern zu verlieren.

## Demografie
Nach einer Schätzung von 2019 leben in Kingston 12.812 Menschen. Die Bevölkerung teilt sich im selben Jahr auf in 90,9 % Weiße, 4,8 % Afroamerikaner, 0,1 % amerikanische Ureinwohner, 1,4 % Asiaten und 2,7 % mit zwei oder mehr Ethnizitäten. Hispanics oder Latinos aller Ethnien machten 5,4 % der Bevölkerung aus. Das mittlere Haushaltseinkommen lag bei 51.554 US-Dollar und die Armutsquote bei 13,4 %.

## Söhne und Töchter der Stadt
- George Denison (1790–1831), Politiker
- Lazarus Denison Shoemaker (1819–1893), Politiker
- Henry Hoyt (1830–1892), Politiker
- Charles Murray Turpin (1878–1946), Politiker
- Clarence Dennis Coughlin (1883–1946), Politiker
- Edie Adams (1927–2008), Schauspielerin
- Frank Zane (* 1942), Bodybuilder
- Dan Harris (* 1979),  Drehbuchautor und Regisseur
- Rob Bresnahan (* 1990), Politiker